# Otto Bang-Haas
Otto Bang-Haas (* 20. Januar 1882 in Dresden; † 30. Juli 1948 ebenda) war ein deutscher Entomologe und Insektenhändler.

## Leben
Otto Bang-Haas war der Sohn des dänischen Kleinschmetterlingssammlers und späteren Insektenhändlers Andreas Bang-Haas (1846–1925). Die Firma „Staudinger & Bang-Haas“, die nach Otto Staudingers Tod von Andreas Bang-Haas fortgeführt wurde, ging 1913 an Otto Bang-Haas über, der fortan alleiniger Inhaber war und die Firma bis zu seinem Tode führte. Sie wurde am 30. September 1948 aufgelöst, vom Dresdner Naturalienhändler Hans Kotzsch mit der Firma „H. Wernicke“ vereinigt und unter dem Namen „Dr. O. Staudinger & A. Bang-Haas“ weitergeführt. 1941 stiftete Otto Bang-Haas zusammen mit Adolf Müller und Manfred Koch eine nach Johann Christian Fabricius benannte Medaille, die satzungsgemäß an den Verfasser der besten deutschsprachigen entomologischen Veröffentlichung des Jahres oder an einen besonders verdienten deutschsprachigen Wissenschaftler für sein Gesamtwerk verliehen wird. Die Verleihung der Fabricius-Medaille erfolgt bis heute und wird durch die Deutsche Gesellschaft für allgemeine und angewandte Entomologie vorgenommen, seit 1989 regelmäßig in Jahren mit ungerader Jahreszahl.
Otto Bang-Haas hat zahlreiche Insektenarten neu beschrieben. In der zoologischen Literatur wird sein Name meist mit „Bang-Haas“ abgekürzt.

## Sammlungsverbleib
Die private Käfersammlung (Scarabaeidae der Welt und Staphylinidae der Philippinen, determiniert durch Bernhauer) gingen an das Museo di storia naturale Giacomo Doria in Genua. Die Firmensammlung paläarktischer Schmetterlinge wurde nach Otto Bang-Haas' Tod von Hans Kotzsch übernommen und gelangte 1961 an das Museum für Tierkunde Dresden. Die Käfer, Hautflügler, Schnabelkerfe und Geradflügler der Firmensammlung gingen an Werner Heinz Muche.